# 咒罵綴
咒罵綴（Expletive infixation）是在詞語中插入的虛詞（詞綴），以加強髒話的語氣。
- unbelievable（難以置信） → un-fucking-believable（語感：真他媽的不敢相信）

## 概述
插入的虛詞多為形容詞。
- 分詞（fucking、mother-fucking, freaking, blooming, bleeding, damned）
- 形容詞（bloody）

發音可能變化。（fucking → fuckin'）
大部分說話者在幼兒期不會使用到咒罵綴，然而一旦開始使用，就會很容易創造出新詞語，變得容許咒罵綴。

## 漢語
漢語中的情況一般是置於句首，部分仍有咒罵意味，而部分則偏向感嘆詞。例如
- 肏超噁心的：有咒罵意味
- 幹這句超棒：加強語氣或發語習慣[2]

但也有例外，例如粵語中就經常使用中綴插在動詞或形容詞中，例句：「無撚用」（比較國語「真他媽沒用」），甚至會加插到外來詞中，例如「Sor㞗ry」（粵拼：so1 gau1 ri4，在網絡上寫作Sor9ry）和「Exact𨳍ly」（粵拼：ik6 set1 cat6 li4，在網絡上寫作Exact7ly）。

## 註腳
1. ↑  McCarthy, John J. (1982). "Prosodic Structure and Expletive Infixation" (GIF). Language 58 (3): 574–590. doi:10.2307/413849. Retrieved on 2006-08-30.
2. ↑  . 自由電子報. 自由時報. 2014-01-06  [2014-01-07]. （原始内容存档于2014-01-07） （中文）.

## 相關項目
- 詞綴
- 分離不定詞（Split infinitive） - 「to go」など「to」と「動詞の原形不定詞」の間に副詞あるいは副詞的語句を挿入すること。テレビシリーズ『スタートレック』の「宇宙、それは人類に残された〜」の冒頭ナレーションに含まれる「to boldly go where no man has gone before」が有名。

## 外部連結
- Discussion of where to properly insert the expletive（页面存档备份，存于）